# Diktatorenroman
Der Diktatorenroman (span. novela del dictador) ist ein (insbesondere hispanoamerikanisches) literarisches Genre, welches das Thema der Militärdiktaturen in der Geschichte lateinamerikanischer Staaten behandelt. Hierbei werden die Personenkulte der Diktatoren kritisch betrachtet und die Beziehungen zwischen Macht und Freiheit analysiert.

## Einordnung
Obwohl Parallelen zum lateinamerikanischen „Boom“ bestehen, reichen die Wurzeln dieser Narrativik zurück bis Barbarei und Zivilisation. Das Leben des Facundo Quiroga von Domingo Faustino Sarmiento aus dem Jahre 1845. Dieses Werk übte offene Kritik am tyrannischen Regime von Juan Manuel de Rosas sowie an der Figur des Juan Facundo Quiroga, beide argentinische Caudillos des frühen 19. Jahrhunderts.

## Beispiele
Beispiele des Diktatorenromans sind Yo, el Supremo („Ich, der Allmächtige“) von Augusto Roa Bastos sowie La fiesta del chivo („Das Fest des Ziegenbocks“) von Mario Vargas Llosa. Während die beiden vorigen einen Faktizitätsanspruch stellen, ist die Figur des Diktators in El recurso del método („Die Methode der Macht“) von Alejo Carpentier als fiktive Vermengung tatsächlicher historischer Persönlichkeiten anzusehen.
Andere Titel sind Santa Evita von Tomás Eloy Martínez, El Señor Presidente („Der Herr Präsident, Roman aus Guatemala“) von Miguel Ángel Asturias, Conversación en La Catedral („Gespräch in der ‚Kathedrale‘“) von Mario Vargas Llosa, La Maravillosa Vida Breve de Oscar Wao („Das kurze wundersame Leben des Oscar Wao“) von Junot Díaz sowie Maten Al León von Jorge Ibargüengoitia.